# Leon Črnčič
Leon Črnčič (sinh ngày 2 tháng 3 năm 1990) là một tiền vệ bóng đá Slovenia thi đấu cho Rudar Velenje ở Slovenian PrvaLiga.